# اكمة حجل (حزم العدين)
اكمة حجل

تعديل مصدري - تعديل

اكمة حجل محلة تابعة لقرية الصلبة، التابعة لعزلة بني سليمان بمديرية حزم العدين إحدى مديريات محافظة إب في الجمهورية اليمنية، بلغ تعداد سكانها 51 حسب تعداد اليمن لعام 2004.